# Axel Schulz
Axel Schulz (* 20. května 1959, Rostock) je bývalý německý fotbalista, záložník, reprezentant Východního Německa (NDR).

## Fotbalová kariéra
Ve východoněmecké oberlize hrál za FC Hansa Rostock, nastoupil ve 242 ligových utkáních a dal 39 gólů. V roce 1991 získal s FC Hansa Rostock double, vyhrál poslední ročník východodoněmecké oberligy i východoněmecký fotbalový pohár. Za reprezentaci Východního Německa (NDR) nastoupil v letech 1984-1985 ve 3 utkáních. Po sjednocení Německa pokračoval v týmu FC Hansa Rostock, v Bundeslize nastoupil v 8 utkáních. V Poháru UEFA nastoupil ve 2 utkáních.

## Ligová bilance
| Ročník                              | Zápasy | Góly | Klub             |
| ----------------------------------- | ------ | ---- | ---------------- |
| DDR-Liga 1977/78                    | 16     | 2    | FC Hansa Rostock |
| DDR-Oberliga 1978/79                | 26     | 1    | FC Hansa Rostock |
| DDR-Liga 1979/80                    | 21     | 3    | FC Hansa Rostock |
| DDR-Oberliga 1980/81                | 26     | 2    | FC Hansa Rostock |
| DDR-Oberliga 1981/82                | 26     | 9    | FC Hansa Rostock |
| DDR-Oberliga 1982/83                | 25     | 8    | FC Hansa Rostock |
| DDR-Oberliga 1983/84                | 26     | 3    | FC Hansa Rostock |
| DDR-Oberliga 1984/85                | 28     | 8    | FC Hansa Rostock |
| DDR-Oberliga 1985/86                | 25     | 7    | FC Hansa Rostock |
| DDR-Liga 1986/87                    | 9      | 2    | FC Hansa Rostock |
| DDR-Oberliga 1987/88                | 23     | 0    | FC Hansa Rostock |
| DDR-Oberliga 1988/89                | 17     | 0    | FC Hansa Rostock |
| DDR-Oberliga 1989/90                | 19     | 0    | FC Hansa Rostock |
| DDR-Oberliga 1990/91                | 4      | 0    | FC Hansa Rostock |
| Bundesliga 1991/92                  | 8      | 0    | FC Hansa Rostock |
| 2. bundesliga 1992/93               | 9      | 0    | FC Hansa Rostock |
| CELKEM DDR-Oberliga                 | 242    | 39   |                  |
| CELKEM Německá fotbalová Bundesliga | 8      | 0    |                  |